# 9K330 Tor
A 9K330 Tor (oroszul: 9К330 Тор, azaz Tórusz) kis hatótávolságú önjáró légvédelmi rakétakomplexum, melyet az 1980-as években fejlesztettek ki a 9K33 Osza rendszer leváltására, alacsonyan repülő repülőgépek, helikopterek, robotrepülőgépek, pilóta nélküli repülőgépek, irányított rakéták és légibombák, valamint ballisztikus rakéták leküzdésére. A lánctalpas alvázon 8 darab, konténerben elhelyezett rakéta, valamint a rendszer célfelderítő és tűzvezető lokátora van elhelyezve. A lánctalpas alvázat a Mityiscsi Gépgyár, a rakétákat az Almaz-Antyej holdinghoz tartozó izsevzski Kupol cég gyártja.

## Típusváltozatok

### Kinzsal

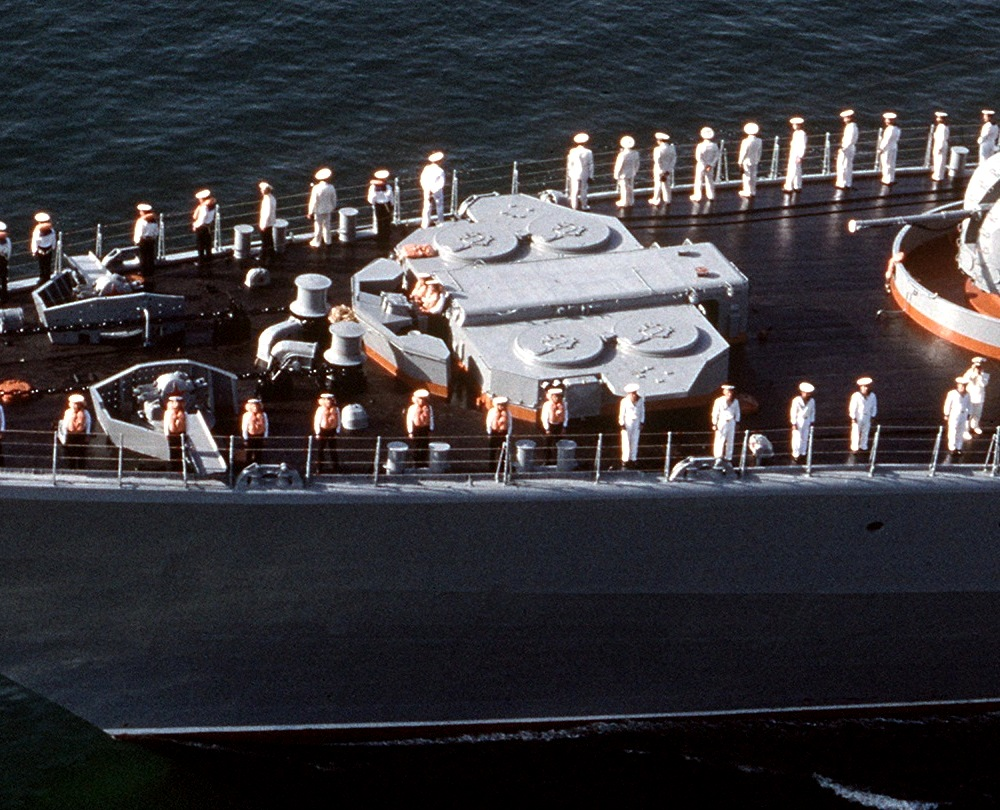
A Kinzsal rendszer hajótestben süllyesztett indítóberendezései az Admiral Vinogradov romboló orrában

A Tor rendszer tengerészeti, hajófedélzeti változata, amely a hajó körüli közeli légtér védelmére szolgál. NATO-kódja SA–N–9 Gauntlet. Az NPO Altair vállalat fejlesztette ki, 1989-ben rendszeresítették a Szovjet Haditengerészetnél. A rakétarendszerhez a 9M330–2 egyfokozatú, szilárd hajtóanyagú rakétát használják, amely a Tor-M1-hez használt rakétán alapul. A rakéták a hajófedélzetbe süllyesztett, függőleges helyzetű indítóberendezésben helyezkednek el. A rakéták egy forgó dobtárban helyezkednek el, egy-egy indítódobban nyolc rakéta található. A hajófedélzetre általában 3-4 ilyen indítóberendezést telepítenek. A Sztart tervezőiroda által kidolgozott indítóberendezésből gázkatapult veti ki indtáskor a rakétát, majd ezt kövertően indul be a menethajtómű. Egy indítóberendezésből három másodpercenként indítható rakéta. A rendszerhez a 3R95 tűzvezető rádiólokátor tartozik, amely egyszerre nyolc rakétát tud rávezetni négy célra.
A Kinzsal rendszer a 800 tonnánál nagyobb vízkiszorítású hajókra telepíthető. A Kinzsal rakétarendszer az Admiral Kuznyecov repülőgéphordozón (24 indítóberendezés), a Pjotr Velikij rakétás cirkálón (18 indítóberendezés), az 1155 típusú rombolókon (8 indítóberendezés) és a 11540 típusú fregattokon (4 indítóberendezés) áll szolgálatban.

## Rendszeresítő országok
- Azerbajdzsán
- Fehéroroszország
- Ciprus
- Egyiptom
- Görögország
- Irán
- Kína
- Oroszország
- Örményország

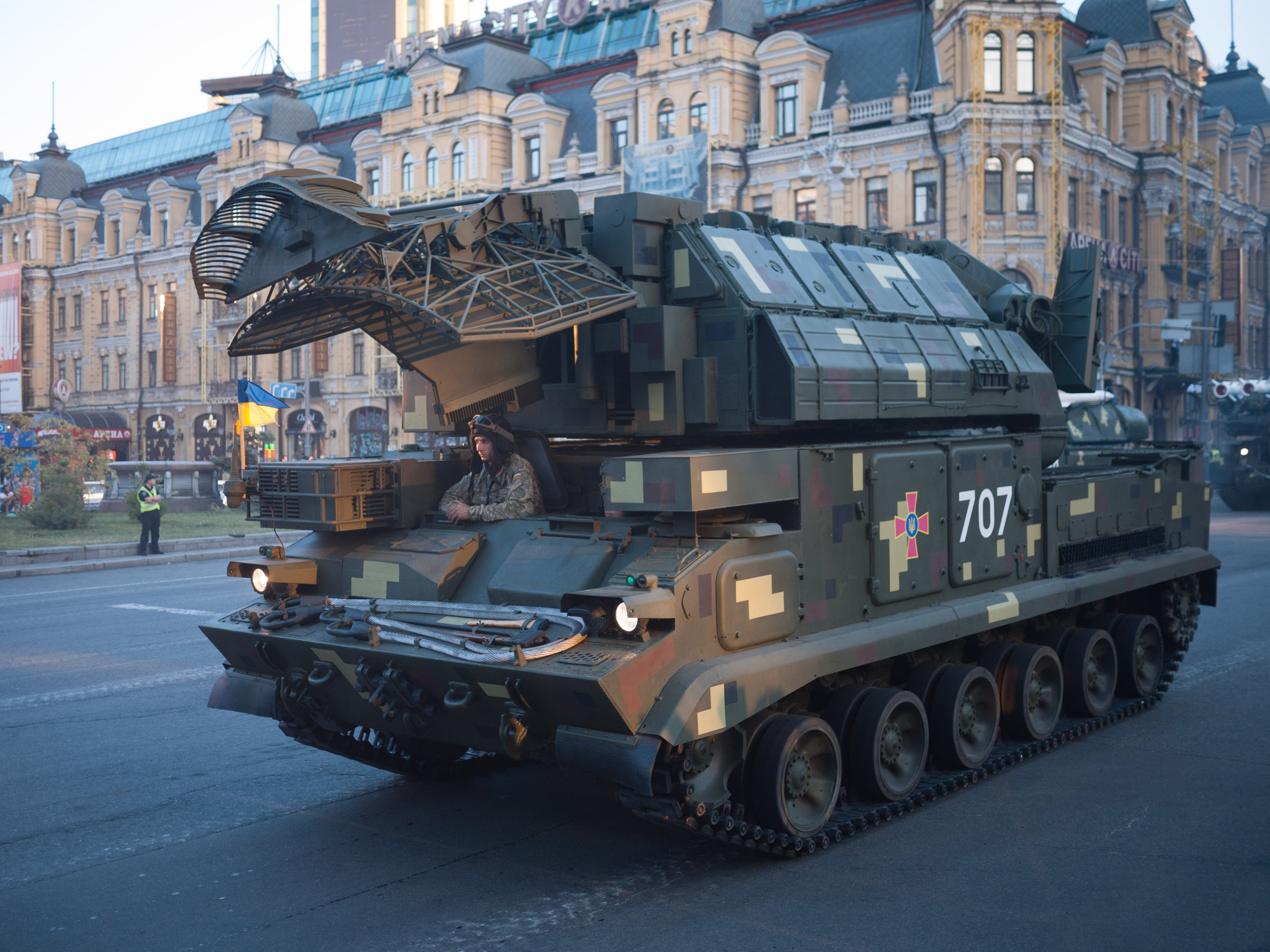
Felújított ukrán 9K330 Tor Kijevben 2018-ban

- Ukrajna – Ismeretlen mennyiségű, de legalább hat rendszer áll szolgálatban. A 2018-as függetlenség napi díszszemlén hat egység vonult fel. A rendszer a 2000-es évek elejéig állt rendszerben, majd az alacsony rendelkezésre állás miatt kivonták és konzerválták. A kelet-ukrajnai háború miatt több korábban kivont fegyverrendszert, így a Tor rendszert is újra rendszerbe állítottak. 2017-ben mutatták be egy kiállításon a felújított ukrán változatát. A modernizációs programot a kijevi NNP Aerotehnika cég dolgozta ki, a felújítást Lvivi Rádiójavító Üzem végzi.[1]
- Venezuela